# Blauwangenspint
Der Blauwangenspint (Merops persicus) ist ein Vogel aus der Gattung (Merops) und Familie der Bienenfresser (Meropidae). Er kommt in Nordafrika und in Süd- und Vorderasien vor.

## Aussehen

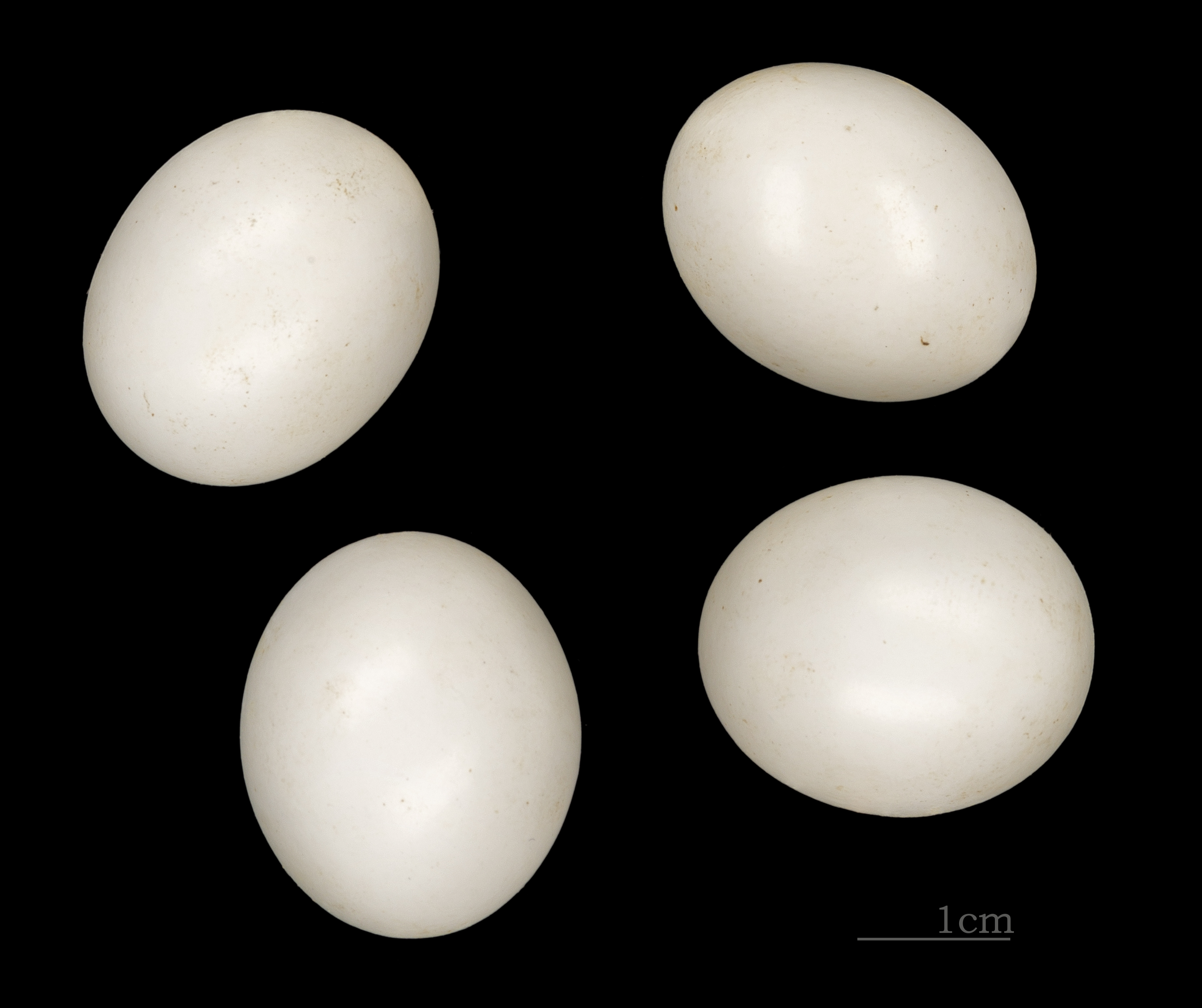
Gelege des Blauwangenspints

Der Blauwangenspint ist auf der Unterseite des Rumpfes grün, seine Kehle ist leuchtend rostfarben. Die Oberseite und die Flügel sind dunkel- und olivgrün irisierend, wie auch der Scheitel. Der Bereich um den Schnabelansatz ist hellgelb. Eine breite schwarze Augenbinde zieht sich vom Schnabelansatz bis kurz vor den Nacken. Der Überaugenstreif ist weiß, die Wangen sind blass blau. Der Schwanz ist auf der Unterseite grau, die mittleren Schwanzfedern haben stark verlängerte Federschäfte, die als spitze Fortsätze etwa ein Drittel der Schwanzlänge ausmachen. Die Unterschwanzdecken sind blass hellgrün. Die Beine sind dunkel und die Iris ist rotbraun.

## Verwechslungsmöglichkeiten
Hoch am Himmel ziehende Zugvögel können mit dem Europäischen Bienenfresser verwechselt werden, in Afrika mit dem Madagaskarspint und in Nordwestindien mit dem Blauschwanzspint.

## Lebensraum und Verbreitung
Als Vogel des Wüstenrandes brütet der Blauwangenspint an sandigen oder mit Kies bedeckten Flüssen und überwintert in buschigem Grasland und in kultiviertem, offenem Waldland. Er ist selten fern von Wasser und im Allgemeinen unterhalb einer Höhe von 1500 Metern anzutreffen.
Er kommt von Marokko und Algerien über die Türkei und den Norden Kasachstans bis in den Süden von Nordwestindien vor.

## Stimme
Der Ruf des Blauwangenspints ist dem des Europäischen Bienenfressers sehr ähnlich und besteht aus einem rollenden „diririp“. Der Alarmruf ist ein scharfes „dik-dik-dik“.

## Unterarten
Es sind zwei Unterarten bekannt:
- M. p. persicus Pallas, 1773 – brütet vom Nildelta bis nach Rajasthan und nördlich bis zum Balchaschsee; überwintert in Ost- und Südafrika. Die Oberseite ist grasgrün.
- M. p. chysocercus Cabanis & Heine 1860  – brütet am Rand der westlichen Sahara und überwintert in Westafrika. Die Oberseite ist goldgrün. Insgesamt etwas kleiner als M. p. persicus.